# Fallenbacher Spitze
Fallenbacher Spitze är en bergstopp i Österrike.   Den ligger i distriktet Reutte och förbundslandet Tyrolen, i den västra delen av landet, 500 km väster om huvudstaden Wien. Toppen på Fallenbacher Spitze är 2 723 meter över havet.
Terrängen runt Fallenbacher Spitze är huvudsakligen bergig. Närmaste större samhälle är Landeck, 15,3 km öster om Fallenbacher Spitze. 
Trakten runt Fallenbacher Spitze består i huvudsak av gräsmarker. Runt Fallenbacher Spitze är det ganska glesbefolkat, med 27 invånare per kvadratkilometer.